# Argument de la connaissance

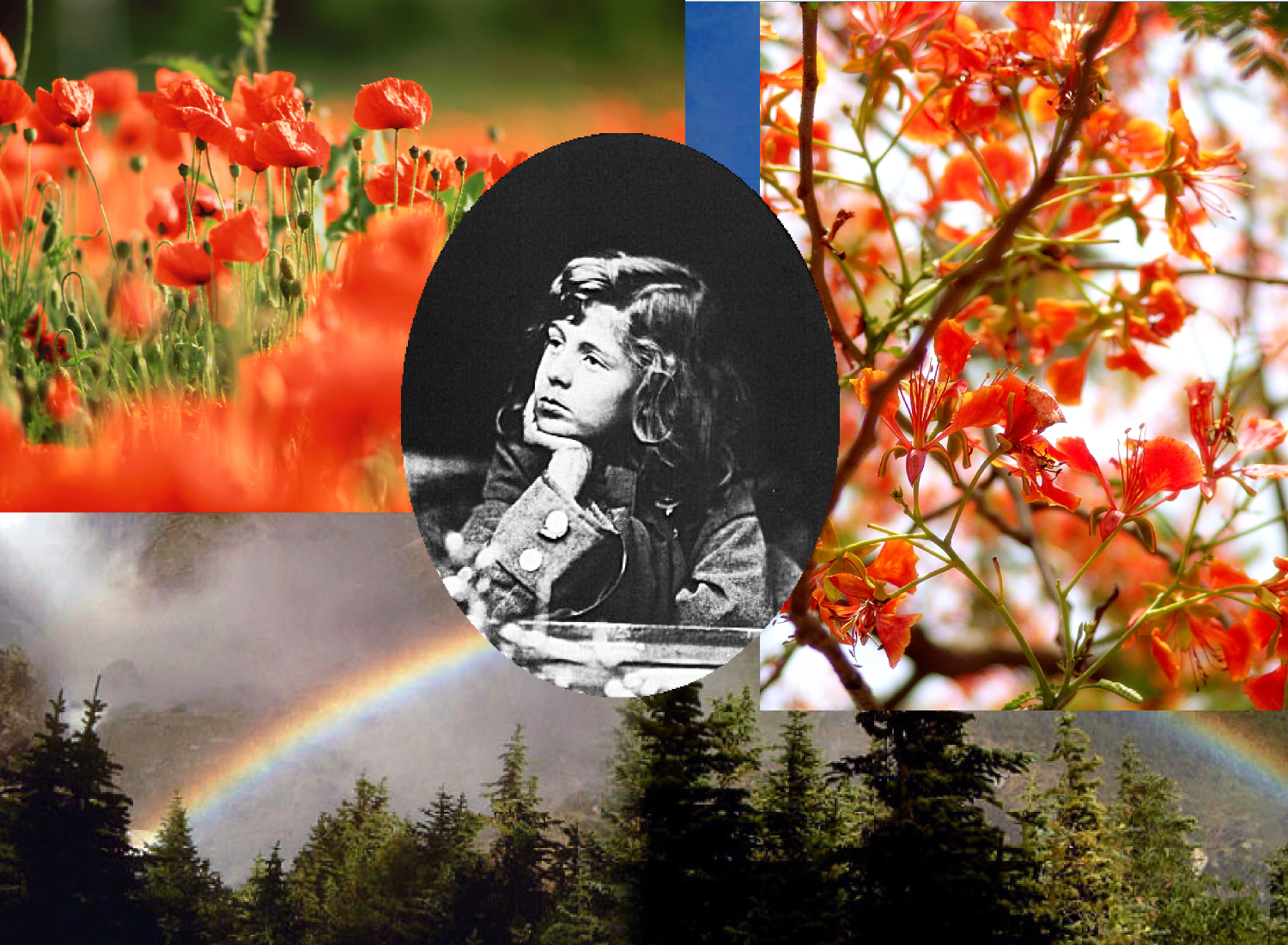
Une illustration de Mary et des couleurs

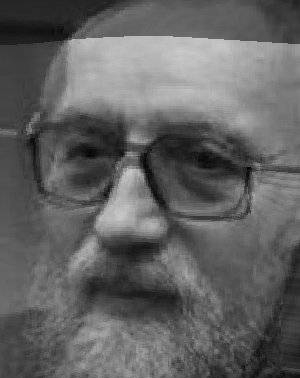
Le philosophe Frank Jackson

L'argument de la connaissance, aussi connu sous le nom de chambre de Mary ou Mary la super-scientifique est une expérience de pensée philosophique proposée par Frank Jackson dans son article de 1982 intitulé Epiphenomenal Qualia (Qualia épiphénoménaux),, et développée dans son article What Mary didn't know (Ce que Mary ne savait pas) en 1986.
L'expérience décrit Mary, une scientifique qui vit dans une pièce où tout est en noir et blanc et qui étudie le monde à travers un écran lui aussi en noir et blanc. Elle se spécialise en neurophysiologie et possède toutes les connaissances possibles concernant la physique des couleurs et du cerveau humain. Toutefois, elle n'a jamais fait l'expérience perceptuelle directe de voir des couleurs. La question centrale de cette expérience de pensée est de savoir si, lorsque Mary sort de sa pièce en noir et blanc et voit des couleurs pour la première fois, elle apprend, ou non, quelque chose de nouveau.
Voici comment Jackson exprime l’expérience de pensée de Mary et l'argument de la connaissance qui lui est lié :

« Mary est une brillante scientifique qui est forcée, peu importe pour quelle raison, d’étudier le monde depuis une chambre noire et blanche par le moyen d’un écran de télévision en noir et blanc. Elle se spécialise dans la neurophysiologie de la vision et nous supposerons qu’elle acquiert toutes les informations physiques qu’il y a à recueillir sur ce qui se passe quand on voit des tomates mûres ou le ciel, et quand nous utilisons des termes comme « rouge », « bleu », etc. Par exemple, elle découvre quelle combinaison de longueurs d’onde provenant du ciel stimule la rétine, et comment exactement cela produit, via le système nerveux central, la contraction des cordes vocales et l'expulsion d'air des poumons qui aboutissent à la prononciation de la phrase : « Le ciel est bleu ». [...]
Que se produira-t-il quand Mary sortira de sa chambre noire et blanche ou si on lui donne un écran de télévision couleur ? Apprendra-t-elle quelque chose, ou non ? Il semble tout à fait évident qu’elle apprendra quelque chose sur le monde et sur notre expérience visuelle du monde. Mais alors il semble impossible de ne pas conclure que ses connaissances d'auparavant étaient incomplètes. Elle avait pourtant toutes les informations physiques. En conséquence, il y avait plus à avoir que cela, et donc le physicalisme est faux. »

Cette expérience de pensée sert d'argument contre le physicalisme, la thèse selon laquelle tout ce qui compose l'univers, y compris les phénomènes mentaux, sont en fin de compte des phénomènes physiques. L'argument de la connaissance a été largement débattu, et des réponses y ont été proposées par des philosophes comme Daniel Dennett, David Lewis et Paul Churchland.